# Partia Estońskich Chrześcijańskich Demokratów
Estońscy Chrześcijańscy Demokraci (est. Erakond Eesti Kristlikud Demokraadid, EKD) – estońska partia polityczna nie reprezentowana w Riigikogu. Dawniej nosiła nazwę Estoński Chrześcijański Związek Ludowy (Rahvapartei Kristlik Eesti). Partia liczy 2167 członków. Przewodniczącym partii jest biznesmen Aldo Vinkel. Jest to chrześcijańska protestancka partia konserwatywna, wyrażająca sprzeciw wobec traktatu konstytucyjnego i traktatu lizbońskiego, prowadząca kampanię przeciw integracji Estonii z UE. Partia jest członkiem Europejskiego Chrześcijańskiego Politycznego Ruchu (EPCM).

## Wybory parlamentarne
W wyborach parlamentarnych zdobyła 5275 głosów (1,1%). Wynik ten nie dał partii miejsc w Riigikogu. W kolejnych wyborach parlamentarnych uzyskała 9443 (1,7%) głosów i także nie przekroczyła 5% progu wyborczego.